# Кантабрийска война
Кантабрийската война е война от 29 пр.н.е. до 19 пр.н.е. между Римската империя с Август и иберийските племена кантабри и астури. На края римляните завладяват Иберия.
От 38 пр.н.е. римските управители водят битки против различни племена в Северна Испания.
През 29 пр.н.е. Тит Статилий Тавър се бие и не успява да покори двете племена кантабри и астури. През 27 пр.н.е. Август пристига на полуострова и ръководи сам битките. На 1 януари 26 пр.н.е. Август започва в Tarraco (дн. Тарагона) своят осми консулат и отваря войната против тези племена. Той прави лагера си в Segisama, разделя войската на три части и с легата си Гай Антисций Вет отива в Близка Испания на северния средиземноморски бряг в Испания. Разболява се тежко след удар от мълния и се връща обратно в лагера Tarraco. През 25 пр.н.е. племената са победени, като първото сражение е обсадата на Аракил. Август се връща в края на 25 пр.н.е. обратно в Рим. Племената продължават да се бунтуват. През 19 пр.н.е. войната е завършена от Марк Випсаний Агрипа. До 16 пр.н.е. избягалите в планините кантабри продължават да се бунтуват.
Mобилизираните римски легиони, участвали във войната, са:
- I Германски легион
- II Августов легион
- IIII Македонски легион
- V легион „Чучулигите“
- VI Победоносен легион
- VIII Августовски легион (несигурно)
- IX Испански легион
- X Близначен легион
- XX Победоносен Валериев легион

През различните етапи на кампанията те са командвани от:
- Гай Юлий Цезар Октавиан (29 – 26 пр.н.е)
- Гай Антисций Вет (26 – 24 пр.н.е)
- Луций Емилий (24 – 22 пр.н.е)
- Гай Фурний (22 – 19 пр.н.е)
- Публий Силий Нерва (19 пр.н.е)
- Марк Випсаний Агрипа (19 пр.н.е)

- Приблизителното местоположение на конфликта – историческата територия на кантабрите и астурите
- Селища в предримска Кантабрия
- Римски кастел, археологически разкопки в Кастилия и Леон